# Moja lewa stopa
Moja lewa stopa (ang. My Left Foot: The Story of Christy Brown) – irlandzko-brytyjski dramat filmowy z 1989 roku w reżyserii Jima Sheridana. Scenariusz powstał na podstawie autobiograficznej książki Christy'ego Browna pod tym samym tytułem. Zdjęcia kręcono w Dublinie i Bray.

## Opis fabuły
Film opowiada prawdziwą historię Christy Browna, Irlandczyka urodzonego z mózgowym porażeniem dziecięcym, który mógł poruszać tylko lewą stopą. Podczas pobytu matki w szpitalu, Christy Brown trafia do domu sąsiadki. Pewnego razu, siedząc w swojej małej komórce, przy ścianie zaczyna czegoś szukać. Ojciec dał chłopcu kawałek kredy i blaszkę, a ten napisał lewą stopą słowo Mother (Matka). W filmie pokazane jest też późniejsze życie Browna, jego kariera pisarska i malarska.

## Obsada
- Daniel Day-Lewis – Christy Brown
- Brenda Fricker – matka, pani Brown
- Ray McAnally – ojciec, pan Brown
- Fiona Shaw – dr Eileen Cole
- Ruth McCabe – Mary Carr
- Cyril Cusack – lord Castlewelland
- Adrian Dunbar – Peter
- Eanna MacLiam – Benny
- Kirsten Sheridan – Sharon

## Produkcja
Podczas realizacji filmu, Day-Lewis był noszony na rękach przez członków ekipy filmowej, gdy musiał zmieniać lokalizację na planie. Zabiegi te miały miejsce, ponieważ aktor chciał przeniknąć w postać odgrywanego bohatera, który poruszał się na wózku inwalidzkim.

## Nagrody
- Oscar:
  - Najlepszy aktor pierwszoplanowy – Daniel Day-Lewis
  - Najlepsza aktorka drugoplanowa – Brenda Fricker
- BAFTA:
  - Najlepszy aktor drugoplanowy – Ray McAnally
  - Najlepszy aktor pierwszoplanowy – Daniel Day-Lewis